# Сансан (тхеван Когурьо)
Сансан (кор. 산상, 山上,  Sansang , Sansang ; пом. 227) — корейський ван, десятий правитель держави Когурьо періоду Трьох держав.

## Біографія
Після смерті вана Когукчхона його дружина, пані Ю, підтримала Сансана як претендента на престол, а згодом стала його дружиною. Такий факт свідчить про продовження традицій левірату в Когурьо, а також про значний вплив Ю при дворі.
Після сходження Сансана на престол Балджі, старший брат нового вана, очолив повстанські сили, що атакували столицю, отримавши військову підтримку від китайців. Сансан наказав своєму молодшому брату, Кесу, відбити напад, після чого Балджі вчинив самогубство.
Пізніше кордони Когурьо зазнали нападу з боку Династії Хань, в результаті якого Сансан був змушений визнати панування китайського правителя. 209 року ханський полководець Гонсунь переніс столицю Когурьо до Цзіаня, а 217 року надав притулок тисячам біженців з Ляодуня.
208 року ван зустрів жінку, яка народила від нього сина та стала його наложницею. Попри спротив цариці Ю, 213 року Сансан проголосив хлопчика своїм спадкоємцем. Він і зайняв трон після смерті батька 227 року під іменем Тончхон.